# Анджей Шептицький
А́нджей Шепти́цький (пол. Andrzej Szeptycki; 9 липня 1939 — 29 вересня 2008) — відомий польський ентомолог, знаний фахівець з систематики, морфології і фауністики прихованощелепних. Уродженець України і дослідник її фауни. Заступник директора Інституту систематики і еволюції тварин Польської Академії наук у Кракові (ІСЕТ PAN). Доктор природничих наук у галузі зоології, професор.

## Біографія
Анджей Шептицький народився с. Дев'ятники (нині Жидачівського району на Львівщині). У 1952 році закінчив початкову школу у с. Корчині (Сколівського району і загальноосвітній ліцей міста Кросно (Польща; 1951—1955) і біологічний факультет Університету ім. Адама Міцкевича (Познань;1961). Він працював у Познаньському відділенні Інституту зоології ПАН, а з 1961 року — у відділі морфології тварин Університету у Познані, паралельно викладаючи курс зоології безхребетних. Наступного року він одержав стипендію ІСЕТ PAN, з яким пов'язане уся його подальша наукова діяльність. Виконавши у згаданому університеті дисертаційну роботу, він здобув ступінь доктора природничих наук у галузі зоології (PhD; 1966). За результатами десятирічних наукових досліджень йому присуджено науковий ступінь doktor habilitowany природничих наук у галузі зоології (1976).
У 1987 році А. Шептицькому присвоєно вчене звання професора надзвичайного, а згодом він переведений на посаду професора звичайного ІСЕТ PAN. У цьому закладі він працював до завершення трудової кар'єри: заступником директора (1988—1994), завідувачем відділу (1994—1997).

## Наукова, організаційна та громадська діяльність
Наукові дослідження А. Шептицький розпочав вже на третьому курсі університету під керівництвом відомого зоолога, професора Яна Рафальського. Студента зацікавили ґрунтові безкрилі комахи, яких він почав збирати на острові Волін у
північно-західній частині Польщі. На базі цього матеріалу він виконав магістерську роботу. Темою докторської роботи стала «Фауна ногохвісток (Collembola) Ойцовського народного парку». Відтоді вивчення прихованощелепних ґрунтових тварин із рядів ногохвостки i безвусикові стало головним напрямом його досліджень.
Від «чистої» фауністики А. Шептицький перейшов до морфології, систематики і філогенетики. Він описав 16 нових для науки видів Collembola, 87 видів і 7 родів Protura та 1 вид грилоблатид.
На початку 1990-х років А. Шептицький налагодив творчий зв'язок із науковцями Державного природознавчого музею НАН України у Львові. Було здійснено низку експедицій до Західного Поділля та Українських Карпат. Зібраний матеріал дозволив вченому підготувати праці щодо безвусикових (протур) заходу України, описати з української території нові для науки види і роди. Завдяки допомозі А. Шептицького виходить друком перший каталог протур і колембол України.
Науковий доробок вченого включає 119 праць, серед яких найважливішими є монографії «Chaetotaxy of the Entomobryidae and its phylogenetical significance. Morpho-systematic studies on Collembola. IV» (1979) і «Catalogue of the world Protura» (2007).
А. Шептицький брав участь у міжнародних колоквіумах з ґрунтової зоології і з Apterygota (Прага, 1973; Швеція, 1976; Польща (1979), Моква, 1985, Чехія, 2000), у семінарах з Apterygota у Сієні (Італія, 1978, 1986, 1989 і Польща, 1993), а також у ентомологічних з'їздах в Україні (1992, 2005, 2006, 2007). За програмами обміну він брав участь в експедиціях до Північній Кореї, Сибіру (Байкал), Укріїни, США, та Південної Африки.
Під керівництвом А. Шептицького захистили докторські праці польські ентомологи Ванда Марія Вейнер і Ева Ствожевіч. Він став багатолітнім науковим наставником українських зоологів І. Я. Капруся і Ю. Ю. Шрубович. Він виявив себе як вмілий науковий менеджер — ініціатор і організатор наукових досліджень, форумів, експедицій.
Вчений був активним членом наукової ради Комітету зоології ПАН, Центральної комісії по справах надання титулів і наукових ступенів, Локальної етичної комісії, Польського таксономічного і Польського фізіографічного товариств, наукової ради ІСЕТ PAN, очолював наукову раду Ойцького народного парку, працював як член редколегій наукових журналів: Acta zoologica cracoviensia, Fragmenta faunistica, Wiadomoœci entomologiczne.